# Kassun
Kassun kan också vara en del av en undervattenstunnel.
För militära kassuner, se vapenkassun.

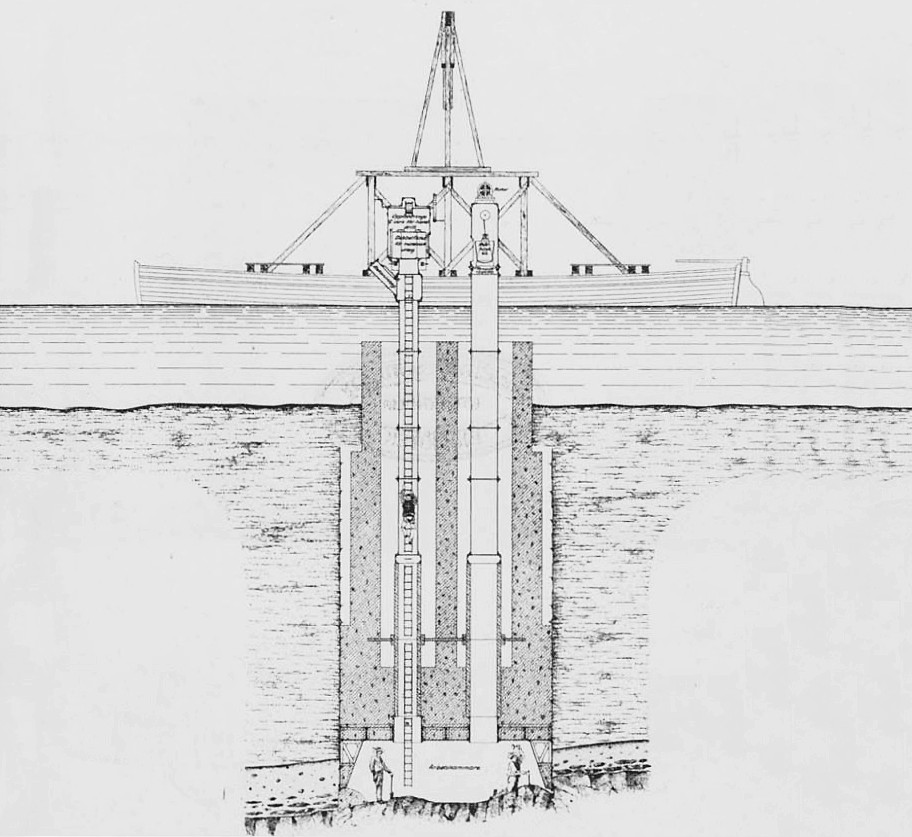
Kassun för arbeten under vatten, här för S:t Eriksbron i Stockholm 1903.

En kassun (från franskan caisson för låda) är en sänklåda som används för grundläggning av byggnadsverk i vatten eller för arbeten under vatten. Denna konstruktionsmetod anses vara en flexibel lösning som kan anpassas efter behov.

## Funktion
En kassun byggs i regel på land och skeppas sedan på plats och sänks ner med hjälp av tyngder. Denna byggnadsmetod användes redan på 1600-talet vid exempelvis byggnationen av Slussen i Stockholm.
Ibland är det nödvändigt att sänka ner kassunen till sjö- eller havsbotten en bit. Då lämnas kassunen öppen nertill så att arbetare kan gå ner och schakta ut grunden. För att förhindra att vatten tränger in i arbetsrummet skapas ett övertryck i kassunen. 
Om arbetarna lämnar kassunen för fort kan de drabbas av den livsfarliga tryckfallssjukan, något som kan förhindras genom att arbetarna uppehåller sig i en dekompressionskammare där trycket anpassas stegvis till normala förhållanden. Arbete i kassun kräver att den är utrustad med bland annat slussar och täta försörjningskanaler för att ge dem som arbetar en god luftförsörjning.